# 棕背波光鰓魚
棕背波光鰓魚（學名：Pomachromis fuscidorsalis），又稱棕背波光鰓雀鯛，為輻鰭魚綱雀鯛科波光鰓魚屬下的一個種，分布於中太平洋東部社會群島及皮特凱恩群島海域，深度1至18公尺，本魚體呈橢圓形且側扁，吻部圓鈍，體被櫛鱗，本魚體呈白色，從眼睛經背部制尾鰭上葉有一條黑色寬縱帶，尾鰭下葉亦為黑色，尾鰭成深叉形，背鰭硬棘14枚、背鰭軟條13枚、臀鰭硬棘2枚、臀鰭軟條13枚，體長可達6公分，棲息在水流湍急的礁石間通道，以浮游生物為食，繁殖期時成對出現，雄魚會守護卵直到孵化，生活習性不明。